# Sociedad de clasificación
En el ámbito de la navegación, una sociedad de clasificación es una organización no gubernamental o grupo profesional sin ánimo de lucro, cuyo objetivo es promover la seguridad de la navegación. Establecen y mantienen buques y plataformas petrolíferas, y certifican las categorías de los buques. Inscriben los certificados en un libro de registro que publican periódicamente.
Las sociedades de clasificación certifican que la construcción de un navío está dentro de las normas, realizan inspecciones periódicas (sobre cuestiones de seguridad y solidez) para comprobar que continúan cumpliendo las mismas. Existen más de 50 sociedades de clasificación, pero solo 12 pertenecen a la Asociación Internacional de Sociedades de Clasificación (IACS).
Para registrar un buque es necesario un «certificado de clase» emitido por una sociedad de clasificación, que esté reconocida por el titular del registro. También es necesario para contratar un seguro marítimo sobre el buque. Puede ser requerido a la entrada de ciertos puertos o canales. Los posibles fletadores pueden considerarlo interesante. Para evitar responsabilidades, las sociedades de clasificación renuncian explícitamente a responder de la seguridad, la aptitud o la navegabilidad del buque; sólo verifican que el barco cumple con los estándares de clasificación de la sociedad que expide el certificado de clasificación. 
Las sociedades de clasificación también emiten «Certificados Internacionales de Líneas de Carga» de acuerdo con los estados participantes en el Convenio Internacional sobre Líneas de Carga (CLL 66/88).

## Responsabilidades
La responsabilidad de una sociedad de clasificación puede ser tanto contractual como extracontractual. La sociedad se obliga a prestar el servicio de la clasificación naval (inspección o control) y debe responder por él, en caso de incumplimiento.
Las sociedades de clasificación establecen unas normas técnicas basadas en la experiencia y la investigación, confirman que los diseños y cálculos cumplen con estas normas, inspeccionan los buques y estructuras durante el proceso de construcción y puesta en servicio, y periódicamente inspeccionan los buques para asegurarse de que siguen cumpliendo con las mismas. También clasifican plataformas petrolíferas, submarinos... La inspección incluye los motores diésel, las bombas y la maquinaria fundamental para la navegación.
Aunque los contratos de la sociedades de clasificación no están contemplados en la legislación internacional, existe una normativa aprobada por el Comité Marítimo Internacional (CMI) en la Conferencia de Amberes de 1977. El mismo CMI ha redactado un modelo de cláusulas contractuales para las sociedades de clasificación en 1999.

## Funciones
La primera sociedad de clasificación fue Lloyd's Register, con origen en un café londinense del siglo XVII, regido por el galés Edward Lloyd, frecuentado por cargadores, armadores, agentes de seguros, capitanes y otras personas relacionadas con el transporte marítimo. Actualmente existen más de 50 organizaciones de clasificación marítima en el mundo, siendo las tres principales la británica Lloyd's Register, la noruega Det Norske Veritas y la estadounidense American Bureau of Shipping.
Los buques o estructuras marinas se clasifican de acuerdo con su estado y su diseño; se diseñan para asegurar un nivel de estabilidad, seguridad, impacto ambiental, etc. Las sociedades de clasificación emplean inspectores de buques, inspectores de equipos marinos, técnicos eléctricos e ingenieros o arquitectos navales, normalmente localizados en puertos alrededor del mundo.
Todas las naciones requieren que los buques o estructuras marinas que naveguen bajo su bandera cumplan unos ciertos estándares; en la mayoría de los casos estos estándares se cumplen si el buque tiene el «certificado de clase» emitido por un miembro de la Asociación Internacional de Sociedades de Clasificación (IACS) u otra sociedad de clasificación reconocida.
En particular, las sociedades de clasificación pueden estar autorizadas para inspeccionar buques y otras estructuras marinas y emitir certificados en nombre del estado bajo cuya bandera estén registrados los buques.

## Asociación Internacional de Sociedades de Clasificación (IACS)
La Asociación Internacional de Sociedades de Clasificación (IACS, International Association of Classification Societies), con sede en Londres, representa a las sociedades de clasificación más importantes. IACS es un órgano consultivo de la Organización Marítima Internacional, que depende de la ONU, y permanece como la única organización no gubernamental con título de observador que está autorizada a desarrollar y aplicar reglas. IACS se fundó inicialmente con las siete sociedades líderes en 1968. Actualmente sus miembros son doce: ABS, BV, CCS, CRS, DNV GL, IR Class, KR, LR, NKK, PRS, RINA y RS.
| Nombre                                                                         | Siglas   | Fundada en | Sede            |
| ------------------------------------------------------------------------------ | -------- | ---------- | --------------- |
| Lloyd's Register                                                               | LR       | 1760       | Londres         |
| Bureau Veritas                                                                 | BV       | 1828       | París           |
| Croatian Register of Shipping/ Austrian Veritas (Hrvatski Registar Brodova)    | CRS      | 1858/ 1949 | Split           |
| Registro Italiano Navale                                                       | RINA     | 1861       | Génova          |
| American Bureau of Shipping                                                    | ABS      | 1862       | Houston         |
| Det Norske Veritas                                                             | DNV GL   | 1864       | Oslo            |
| Nippon Kaiji Kyokai (ClassNK)                                                  | NKK      | 1899       | Tokio           |
| Russian Maritime Register of Shipping (Российский морской регистр судоходства) | RS       | 1913       | San Petersburgo |
| Polish Register of Shipping (Polski Rejestr Statków)                           | PRS      | 1936       | Gdansk          |
| China Classification Society                                                   | CCS      | 1956       | Pekín           |
| Korean Register of Shipping                                                    | KR       | 1960       | Busan           |
| Indian Register of Shipping                                                    | IR Class | 1975       | Bombay          |

### Enlaces a sociedades de clasificación (orden alfabético)
- ABS American Bureau of Shipping
- BV Bureau Veritas
- CCS China Classification Society
- CLASSIBS Isthmus Bureau of Shipping
- CRS Hrvatski Registar Brodova (Croatian Register of Shipping)
- DNV Det Norske Veritas
- GL Germanischer Lloyd Archivado el 15 de junio de 2012 en Wayback Machine.
- IRS Indian Register of Shipping
- KR Korean Register of Shipping
- LR Lloyd's Register
- NK Nippon Kaiji Kyokai (ClassNK)
- OMCS Overseas Marine Certification Services (OMCS)(ClassOMCS)
- RCB Registro Cubano de Buques (RCB Sociedad Clasificadora)
- RINA Registro Italiano Navale
- RS Russian Maritime Register of Shipping

- Datos: Q1163643
- Multimedia: Classification societies / Q1163643